# 琥珀体

琥珀体

琥珀体，是一种艺术字体。它是在彩云体的基础上反白而成，状似晶莹的琥珀。笔画粗壮充实，但在重叠处有白线勾勒以示分明。最初由中国常州华文印刷新技术有限公司（SinoType）开发，并以“华文琥珀”的名称随简体中文版Microsoft Office一起分发。而後其他字库也有开发，现常被用于醒目的标题、广告字等领域。